# Sydlig emusmyg
Sydlig emusmyg (Stipiturus malachurus) är en fågel i familjen blåsmygar inom ordningen tättingar.

## Utseende
Sydlig emusmyg är en liten beigebrun fågel med en enormt lång stjärt. Honan har mörka streck på hjässan och är varmt beigebrun undertill. Hanen liknar honan men har dessutom himmelsblått på strupen.

## Utbredning och systematik
Sydlig emusmyg delas in i åtta underarter med följande utbredning:
- Stipiturus malachurus malachurus – sydöstra Australien (södrea Queensland och kustnära New South Wales till södra Victoria)
- Stipiturus malachurus littleri – norra och västra Tasmanien
- Stipiturus malachurus polionotum – sydöstra South Australia och angränsande sydvästra Victoria
- Stipiturus malachurus intermedius – Lofty Range (South Australia)
- Stipiturus malachurus halmaturinus – Kangaroo Island (South Australia)
- Stipiturus malachurus parimeda – södra spetsen av Eyre Peninsula (South Australia)
- Stipiturus malachurus westernensis – sydvästra Western Australia
- Stipiturus malachurus hartogi – Dirk Hartog Island (Western Australia)

## Levnadssätt
Sydlig emusmyg bebor kustnära hedar. Där är den skygg och mycket svår att få syn på. 

## Status och hot
Arten har ett stort utbredningsområde, men tros minska i antal, dock inte tillräckligt kraftigt för att den ska betraktas som hotad. Internationella naturvårdsunionen IUCN listar arten som livskraftig (LC).